# Београдски локални топоними
Београдски локлани топоними су незванични и популарни називи делова града или читавих насеља, који нису званични, али су устаљени код грађана Београда. Неки од устаљених назива су:
- Аутокоманда — назив дела града и саобраћајне петеље на ауто-путу Београд—Ниш. Назив је добила по војном објекту, у коме су се раније налазила команда ауто јединица (аутокоманда) Југословенске војске, а касније Југословенске народне армије.[2]
- Бајлони — назив пијаце „Скадарлија”, као и дела града у њеној околини, настао по породици Бајлони, чији је родоначелник био чешки индустријалац Игњат Бајлони, који се 1985. доселио у Кнежевину Србију, а на овом простору је изградио пивару, а потом и парни млин.[3]
- Богословија
- Вуков споменик
- Градић Пејтон
- Дваедесетдевети (скарћено од Двадесетдевети новембар)
- Кинески зид — назив зграде у новобеоградском блоку 8, која је због своје дужине названа Кинески зид.[4]
- Код Баније — назив за део Булевара деспота Стефана, од раскрснице са Улицом Џорџа Вашингтона до раскрснице са Улицом Милана Кашанина, код ресторана „Банија”. У непосредној близини кафане налази се Градски завод за јавно здравље „Београд”.[5]
- Код коња
- Код Лондона — назив раскрснице улица Краља Милана и Кнеза Милоша, која је назив добила по хотелу и кафани „Лондон”, изграђеним 1868. године.[6]
- Код Цветка — назив пијаце „Звездара”, као и дела града око раскрснице Булевара краља Александра и Устаничке улице, настао по Цветковој механи, незваничном називу кафане „Врачарско поље”, власника Цветка Јовановића.[7]
- Круг двојке
- Меандер —  назив најдуже зграде у Београду, која представља спој девет ламела, изграђених 1960—1966. у новобеоградском блоку 21. Назив је добила због свог кривудавог облика, који подсећа на меандар (река кривудавог тока у облику латиничког слова S).[8] Ова зграда се чето у медијима погрешно назива Кинески зид.
- Митићева рупа
- Плави мост
- Фонтана
- Шест каплара — назив стамбених кула у новобеоградском блоку 21 изграђених 1963. године. Назив су добиле јер су станове у овим зградама углавном добијала војна лица, односно припадници тадашње Југословенске народне армије (ЈНА).[8]